# 臺中台壽霸龍成棒隊
台中台壽霸龍成棒隊為臺灣業餘棒球隊伍，2024年成立，由中國信託商業銀行及台灣人壽贊助，前身為台中市成棒隊。現任總教練為湯登凱。

## 球隊歷史

### 起源
中華成棒代表隊接連在北京奧運、第二屆世界棒球經典賽二場大型國際賽事交出難看的戰績，甚至輸給中國國家棒球隊，使國人不滿情緒沸騰，要求行政院體育委員會全面檢討改善棒球運動發展。時任行政院院長劉兆玄立刻指示有關單位提出具體方案來提振日益衰退的棒球，其一即為鼓勵各縣市政府或國營企業、大型企業成立業餘成棒隊伍，早日解除長年以來僅有合庫、台電兩支社會球隊的情況；在那時台北市、台北縣、桃園縣、台中市等縣市立刻表達有組隊意願。

### 台中威達時期
2009年4月7日，台中市政府與威達超舜電信宣布將成立成棒隊，聘請趙士強、林華韋、楊賢銘擔任總顧問和選訓委員。
2009年4月10日，舉辦球員測試會。
2009年7月7日，「台中市威達超舜成棒隊」正式成軍。
2009年6月1日，台中市威達超舜成棒隊領隊許夢熊在中華職棒大聯盟紅白明星對抗賽冠名記者會表示，母企業午陽企業集團目前積極培養台中市威達超舜成棒隊，在站穩腳步之後，未來以成立職棒隊伍為目標。
2010年3月11日，「台中市威達超舜成棒隊」正式更名為「台中威達成棒隊」。
2014年，午陽集團在投資洲際棒球場ROT案出現問題，午資開發由中國信託人壽入股後拿下40％股份，並承諾會繼續組業餘城市隊。

### 台中運動家時期
2015年，中信集團增加午資開發持股至99%，正式取得午資開發的經營權，因而接手洲際棒球場ROT案的主導權，並由8月11日核准設立的運動家育樂公司接手台中威達成棒隊，而運動家育樂董事長由前臺中縣縣長廖了以擔任。
2015年9月16日，更名為「台中運動家成棒隊」，總教練由前中信兄弟技術顧問謝長亨接任。
2017年12月，臺中市政府宣布與「台中運動家成棒隊」合約結束。

### 臺中台壽保時期
2018年1月1日，由臺中市棒球教育基金會成立及營運新的「臺中成棒隊」，並找來前中華職棒中信兄弟隊投手教練廖剛池出任總教練。而台灣人壽取得冠名權，正式取名為「臺中市台灣人壽成棒隊」（簡稱臺中台壽保隊），並接受教育部體育署及臺中市政府補助，其中球隊領隊皆由現任臺中市市長擔任。
2018年1月6日，舉行職棒退役選手簽約加盟記者會，正式宣布延攬退役職棒球員林英傑、鄭達鴻及楊承駿，於2018年2月6日，結束澳洲職棒阿德雷德鯊魚隊的張泰山也正式加盟球隊。首任領隊林佳龍、副領隊由臺中市棒球教育基金會董事長廖豊民出任。
2019年12月31日，由於盧秀燕市府未及時撥付經費給成棒隊，導致成棒隊人員薪資及營運無法繼續，故宣布暫停成棒隊運作，亦無法參加爆米花聯盟後續賽事。

### 台中市成棒隊時期
2020年2月15日，確定重組的「台中市成棒隊」進行球員甄選，共60人報名，錄取的23人名單於2月16日公布，其中有16名球員是原本的台壽保隊球員。

### 中信集團接手
2024年1月31日，中國信託育樂公司宣布接手「臺中市城市棒球隊」，並由中國信託商銀和台灣人壽共同贊助。
3月18日，正式宣布更名為「台中台壽霸龍」隊，總教練鄭達鴻繼續領軍。

## 現役成員
- 總教練：鄭達鴻
- 教練團：陽建福、曾華偉、楊承駿

- 投手：徐士軒、林慶隆、謝睿鴻、蔣李威、楊尊凱、曾盛淳、李士賢、李家成、楊成源
- 捕手：張嘉顯、李昱德、魏佳甫
- 內野：杜文孝、黃明真、劉信宏、蔣宗成、陳聖賢、阮義凱
- 外野：陳敏賜、李嘉榮、彭名宇、潘俊宇、林嘉玟

## 歷屆成員
- 卸任行政：許夢熊、連企宏、顏明壽、黃耀慶、江百甯、連華榮、莊政龍、賴富源、蔡坤霖、陳思齊、蔡宇承、胡聖榮。
- 卸任教練：劉榮華、張文宗、李安熙、蔡重光、曾華偉、黃忠義、胡長豪、田家安、黃龍義、余賢明、羅松永、陳琦豐、謝長亨、張家浩、鄭達鴻。
- 本土投手：林家瑋、黃劉清、傅于剛、李富城、許竹見、李家航、盧銘銓、郭仲倫、潘翊銘、李明進、孟劭穎、陳揚凱、黃俊欽、張崴勝、黃中辰、曾冠儒、陳根良、周柏翰、游秉達、廖建霖、賴弘皓、許名毅、王梓安、石哲豪、林嘉豪、黃思漢、蕭清龍、邱子愷、林柏佑、洪聖欽、林建宏、黃勝雄、廖樁儒、江信德、許几仁、江忠城、李昱鴻、黃宗龍、翁偉迪、陳銘憲、蔡岳奇、李承鴻、潘庭豐、林祖正、陳勁維、林宗謙、全　祈、蔣李威、吳冠晉、羅政龍、楊耀毅、吳蔚驊、陳耀仟、鄭智鴻、游霆崴、王志庭。
- 本土野手：朱偉銘、吳修帆、黃政琦、張家浩、鄭凱傑、江穆樺、陳同霆、林琨笙、柯景瀚、陳嘉崇、吳韋翰、陳意忠、謝明翰、高　瑋、陳家偉、李育儒、楊志偉、王偉仲、紀榮家、謝富仲、溫志雄、蔡秉師、潘耀杰、李福源、鄭展誠、林苡任、陳亞峻、方昶詠、尤信男、葉俊榮、藍寅倫、黃義坤、藍少安、劉淯瑋、薛惟中、馬仲權、林旺衛、陳偉漢、高鵬翔、林王啟瑋、陳志偉、增鈺傑、潘清龍、古翔宇、黃俊祥、張佳瑋、趙偉盛、王威晨、黃雨平、方南堯、林璿增、蘇袁億、藍少文、林長慶、余賢明、王志豪、高育瑋、楊張俊傑、林志鴻、余進德、龔則維、林奐宇、陳皓禎、陳冠群、周聖捷、陳勤宗。
- 未登錄 ：
- 未到任 ：陳子鴻

## 參與賽事
爆米花棒球聯盟
- 2014年：第五名
- 2017年：第七名
- 2018年：第六名
- 2019年：第八名
- 2020年：第八名
- 2021年：第七名
- 2022年：第五名
- 2023年：季軍
- 2024年：冠軍

全國社會甲組棒球城市對抗賽
- 2009年：預賽 淘汰
- 2010年：第四名

協會盃全國成棒年度大賽
- 2009年：八強
- 2010年：預賽淘汰
- 2018年：季軍
- 2019年：冠軍

全國成棒甲組春季聯賽
- 2010年：第四名
- 2011年：複賽淘汰
- 2012年：資格賽淘汰
- 2018年：A組第9名
- 2019年：複賽淘汰

## 外部連結
- 臺中台壽霸龍成棒隊在台灣棒球維基館上的頁面（繁體中文）
- 台中威達成棒隊部落格